# ГЕС Чіпві-Нге
ГЕС Чіпві-Нге — гідроелектростанція на північному сході М'янми. Використовує ресурс із річки Chipwi Hka, лівої притоки N'Mai, яка в свою чергу є лівою твірною однієї з найбільших річок Південно-Східної Азії Іраваді (впадає кількома рукавами до Андаманського моря та Бенгальської затоки).
У межах проекту річку перекрили бетонною гравітаційною греблею висотою 48 метрів, яка утримує водосховище довжиною 0,7 км з площею поверхні лише 0,07 км2 та об'ємом 1,2 млн м3 (корисний об'єм 0,3 млн м3). Зі сховища під лівобережним гірським масивом прокладено дериваційний тунель довжиною 10 км, який подає ресурс до машинного залу, розташованого вже на лівому березі N'Mai за 9 км нижче від впадіння Chipwi Hka.
Основне обладнання станції становлять три турбіни типу Пелтон потужністю по 33 МВт, які при напорі у 433 (за іншими даними — 482) метри повинні забезпечувати виробництво 599 млн кВт-год електроенергії на рік.
Видача продукції відбувається по ЛЕП, розрахованій на роботу під напругою 132 кВ.
Головним призначенням проекту було забезпечити електроенергією район майбутнього будівництва значно потужніших гідроелектростанцій, тому після введення в експлуатацію у 2013 році ГЕС Чіпві-Нге використовувала лише частину своїх можливостей.